# Vsedržavno združenje partizanov Italije
Vsedržavno združenje partizanov Italije (VZPI, italijansko Associazione Nazionale Partigiani d'Italia, ANPI) je združenje, ki so ga ustanovili udeleženci italijanskega odpora proti italijanskemu fašističnemu režimu in kasnejši nacistični okupaciji med drugo svetovno vojno. VZPI je bilo ustanovljeno leta 1944 v Rimu, medtem ko se je vojna nadaljevala v severni Italiji. Ustanovljena je bila kot dobrodelna fundacija 5. aprila 1945.

## Kongresi
Vsedržavni kongresi:
- I.: Rim, 6.-9. december 1947
- II.: Benetke, 19.-21. marec 1949
- III.: Rim, 27.-29. junij 1952
- IV.: Milano, 6.-8. april 1956
- V.: Torino, 19.-21. junij 1959
- VI.: Rim, 14.-16. februar 1964
- VII.: Bologna, 18.-21. marec 1971
- VIII.: Firence, 4.-7. november 1976
- IX.: Genova, 26.-29. marec 1981
- X.: Milano, 10.-13. december 1986
- XI.: Bologna, 2.-5. junij 1991
- XII.: Neapelj, 28.-30. junij 1996
- XIII.: Abano Terme (PD), 29.-31. marec 2001
- XIV.: Chianciano Terme (SI), 24.-26. februar 2006
- XV.: Torino, 24.-27. marec 2011
- XVI.: Rimini, 12.-15. maj 2016
- XVII.: Riccione, 24.-27. marec 2022

## Predsedniki

### Vsedržavni predsedniki
- Arrigo Boldrini (9. december  1947 – 5. februar 2006)
- Agostino Casali (5. februar 2006 – 17. junij 2009)
- Raimondo Ricci (17. junij 2009 – 16. april 2011)
- Carlo Smuraglia (16. april 2011 – 3. november 2017)
- Carla Federica Nespolo (3. november 2017 – 4. oktober 2020)
- Gianfranco Pagliarulo (30. oktober 2020)